# Hohe Warte (Schwäbische Alb)
Die Hohe Warte ist ein 820,5 m ü. NHN hoher Berg auf der Schwäbischen Alb. Die flache Oberjura-Kuppe liegt in einem Waldgebiet nordöstlich des Gestütshofs St. Johann nur einen Kilometer vom Albtrauf entfernt über dem Ausgang des Ermstals. Das Waldgebiet ist durch ein dichtes Wegenetz erschlossen, unter anderem führt der Hauptwanderweg 1 des Schwäbischen Albvereins, der Schwäbische-Alb-Nordrand-Weg, über den Berg.

## Aussichtsturm und Gedenkstein

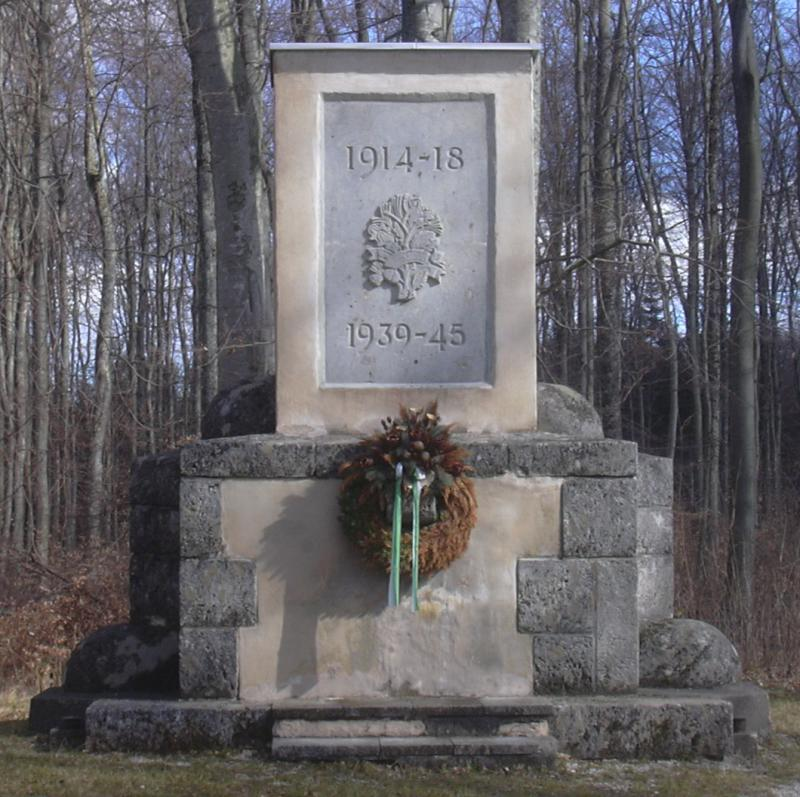
Gedenkstein für die Gefallenen

Auf dem höchsten Punkt des Bergs befindet sich der Hohe-Warte-Turm, ein 23 m hoher Aussichtsturm des Schwäbischen Albvereins. Bevor es den Turm gab, stand an gleicher Stelle ein 1896 errichteter Hochstand, der 1905 durch ein Aussichtsgerüst ersetzt wurde. Auch dieses war jedoch bereits bis 1911 wieder verfallen. Während der Inflationszeit 1922/23 wurde dann der heutige, gemauerte Turm unter großen Opfern von den Vereinsmitgliedern aufgebaut und am 1. Juli 1923 eingeweiht. Entworfen wurde der Turm vom Architekten Albert Unseld aus Ulm.
Der Turm wurde als Ehrenmal für die im Ersten Weltkrieg gefallenen Mitglieder des Schwäbischen Albvereins errichtet. An diesen Zweck erinnert auch ein Gedenkstein am Fuße des Turms, an dem der Verein jedes Jahr am zweiten Sonntag im Oktober eine Gedenkfeier abhält. Die Jahreszahlen auf dem Gedenkstein schließen inzwischen auch den Zweiten Weltkrieg mit ein.
Vom Turm aus überblickt man nach Osten und Nordosten hin das Ermstal sowie die Gebiete der Mittleren Kuppenalb und des Albvorlandes. Im Norden und Westen sind der Schurwald, der Schönbuch und die Landschaft um Tübingen zu sehen. An Tagen mit sehr guter Aussicht reicht der Blick im Süden bis zu den Alpen.
Der Turm ist immer offen. Zu seinen Füßen befindet sich noch eine Feuerstelle.